# 華西邊疆研究學會雜誌
《華西邊疆研究學會雜誌》（英語：Journal of the West China Border Research Society）是1922年在四川省成都市創刊的英文科學期刊，由華西邊疆研究學會創辦，加拿大美道會華英書局印刷出版，1945年停刊。該出版物是首次在四川發行的英文學術期刊。

## 概述
華西邊疆研究學會（West China Border Research Society）成立於1922年3月24日，地點是在加拿大籍美北浸禮會差會傳教士莫爾思位於成都華西協合大學的居所內，莫爾思擔任第一任會長。學會的創始人均為在川基督教新教傳教士。學會首屆正規會議於1922年10月在加拿大美道會傳教士布理士（Albert James Brace）住宅處舉辦，布理士亦擔任學會祕書。除莫爾思和布理士外，學會創始人還包括美國美以美會差會傳教士畢啟、路禹門（George Bradford Neumann），美道會傳教士彭普樂（T. Edgar Plewman）、杜煥然（James Livingstone Stewart）、胡祖遺（Edward Corry Wilford），美北浸禮會差會傳教士葛維漢、戴謙和（Daniel Sheets Dye）、福斯特（Clarence L. Foster）、費爾樸（Dryden Linsley Phelps），基督教青年會傳教士赫立德（George G. Helde）、童安爾（Earl Dome），內地會傳教士葉長清（James Huston Edgar）、慕如（John R. Muir），以及史塔圖（H. N. Steptoe）。
除了第三卷（1926–1929）以外，《華西邊疆研究學會雜誌》最初是半年刊，自1932年第五卷起改為年刊。自1940年第十二卷起，該學刊將出版內容分成兩大類——和。前者覆蓋綜合性題材內容，後者專長自然科學。學刊的宗旨是對「華西地區的不同族群及其領地、風俗、環境作學術性考察報告，著重於上述事物對非漢人族群的影響」，以及鼓勵對當地「生活、民俗、宗教、社會學、民族學、人類學、華西邊疆區域各原住民種族相關問題」的研究。學會成員應至少每三年深入原住民部落聚居地作一次實地考察。
學刊最初聚焦於探索四川西部、西藏東部以及部落民族聚居的四川南部區域（如涼山州、宜賓市）。後因強盜盛行，法律約束無效，加上邊疆地區難以進入，學刊的研究範圍擴展到整個華西地區，研究對象囊括漢人和非漢人。艾力士·麥凱（Alex McKay）在《藏學研究雜誌》（Revue d'Études Tibétaines）上寫道：「華西邊疆研究學會並非同類組織中的首創，但《華西邊疆研究學會雜誌》則為同領域學刊首開先河。」
以學術分類來看，該學刊發表的文章可大致歸為七類，即考古學、民族學、宗教學、歷史學、醫學和藥學、地理學和地質學、植物學和動物學。學刊撰稿人包括但不限於葉長清（James Huston Edgar），發表眾多藏區研究相關文章；顧福安（Robert Cunningham），主要研究西藏東部地區，即康區和川邊等地；陶然士，主要研究羌人及其文化；葛維漢曾從事四川苗人研究，1937年的《華西邊疆研究學會雜誌》大部份內容就是他的研究成果；董宜篤於第六卷（1933–1934）發表長文題名〈四川漢州的黃金時代和黑暗時代〉（"The Golden Age and the Dark Age in Hanchow, Szechwan"），詳細記述他對漢州（今廣漢市）地區景教傳統的調查；楊少荃也於第六卷發表〈1911–1912年的四川革命〉（"The Revolution in Szechwan, 1911–1912"）； 華特·布萊恩·哈蘭有〈西蜀地相史〉（"On the Physiographical History of Western Szechwan"）發表於1945年。此外，《華西邊疆研究學會雜誌》也收錄了一些非傳教士作者的文章，比如約瑟夫·洛克和亞歷山德拉·大衛·尼爾。

### 期刊文
- Fisher, K. J.  (PDF). Journal of the West China Border Research Society (Series B). 1940, XII （英语）.
- McKay, Alex.  (PDF). Revue d'Études Tibétaines. 2016, (35)  [2024-03-24]. （原始内容存档 (PDF)于2023-09-27） （英语）.